# Terra Alta
Terra Alta – comarca (powiat) w południowo-zachodniej Katalonii w Hiszpanii. Siedzibą jest Gandesa. Comarca zajmuje powierzchnię 743,4 km² i liczy 12 175 mieszkańców. W całości położona jest na terenie prowincji Tarragona.

## Gminy
- Arnes
- Batea
- Bot
- Caseres
- Corbera d’Ebre
- La Fatarella
- Gandesa
- Horta de Sant Joan
- El Pinell de Brai
- La Pobla de Massaluca
- Prat de Comte
- Vilalba dels Arcs